# Suinicoltura
La suinicoltura consiste nell'allevamento dei suini per la produzione di carne. Questo tipo di produzione si è evoluto verso l'allevamento intensivo.

## Storia

Gabbia per il trasporto del maiale (anni 1950)

L'allevamento del maiale cominciò nel neolitico con la sedentarizzazione degli umani, dato che questo animale non è capace di transumanza. La domesticazione è avvenuta probabilmente in Cina fra il 8.000 e il 5.000 a.C.
Nel mondo antico, l'allevamento di suini era in uso in Mesopotamia, Egitto e Grecia e si è sviluppato durante l'Impero romano, particolarmente in Gallia.
All'inizio del Medioevo il suino era allevato allo stato brado; nel Basso Medioevo si cominciò a praticare l'allevamento in stalla.
Nell'età moderna il processo di allevamento ha condotto all'emergenza di razze specializzate. L'utilizzo di carne suina sottoposta alla salagione è divenuta tradizionale nei Paesi dell'Europa e dell'America del Nord. Elementi di ordine economico hanno fatto evolvere l'allevamento tradizionale verso l'allevamento intensivo.

## Allevamento

Rampone per catturare un maiale per il macello

Stiletto per uccidere i maiali

Le razze allevate per l'allevamento intensivo sono povere di ghiandole sudoripare, pertanto gli animali sono soggetti allo choc termico e perciò devono essere allevati in porcilaie ventilate. Per evitare lo sviluppo di patologie legate all'allevamento intensivo, si danno agli animali complementi alimentari di vitamine e si somministrano farmaci veterinari.
A seconda dello scopo per cui vengono allevati gli animali, esiste un'importante suddivisione: suino leggero e suino pesante. Il primo viene allevato per la produzione di carne fresca e viene macellato quando raggiunge al massimo i 100–110 kg di peso vivo; il secondo viene allevato per la produzione di salumi e viene macellato tra i 150 e i 180 kg (mediamente attorno ai 160 kg).
L'allevamento intensivo dei suini si pratica di solito presso luoghi di produzione agricola di mais e soia.
I più grandi produttori mondiali di suini sono la Cina, gli USA, il Canada e il Brasile. In Europa i maggiori produttori sono Germania, Spagna, Francia, Danimarca, Polonia e Paesi Bassi.
Gli allevamenti sono spesso in mano a gruppi industriali. Il primo produttore mondiale di carne suina è Smithfield Foods.
In Italia i suini sono allevati principalmente nella pianura padana. Le regioni dove si concentra la maggiore produzione sono Lombardia, Emilia-Romagna, Piemonte e Veneto. Spesso gli allevamenti sorgono vicino a caseifici, in modo da potere utilizzare il siero di latte per l'alimentazione degli animali.

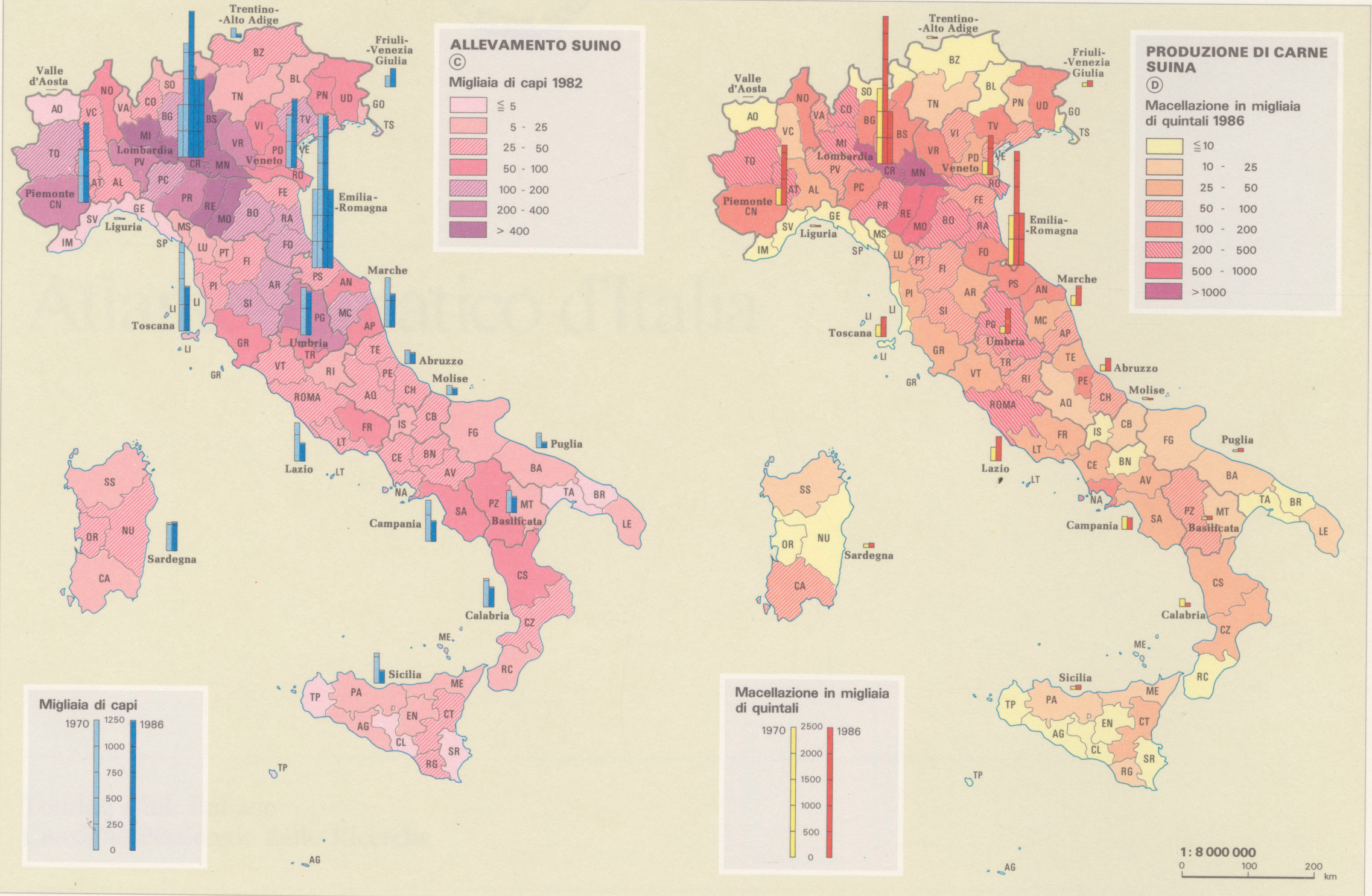
A sinistra: allevamento suino in Italia per provincia nel 1982. A destra: produzione di carne suina nel 1986.

## Produzione
- Carne: viene consumata fresca oppure sottoposta a salagione o affumicatura per la produzione di salumi
- Setole: vengono usate per la fabbricazione di spazzole e pennelli
- Pelle: viene bollita e trasformata in gelatina usata per varie preparazioni alimentari
- Letame: viene usato per la fertilizzazione dei campi e per la produzione di biogas.